# 月に寄せる七つの俳句
『月に寄せる七つの俳句』（つきによせるななつのはいく、英：Seven Haiku of the Moon）は、1989年に初演されたバレエ作品である。振付、装置、照明コンセプトはジョン・ノイマイヤー、音楽はヨハン・ゼバスティアン・バッハ、アルヴォ・ペルト、衣装は花井幸子による。ノイマイヤーが東京バレエ団創立25周年記念公演のためにオリジナルとして振り付けたこの作品は、松尾芭蕉、小林一茶などが「月」を詠んだ俳句を題材にした1幕物の小品である。

## 概要
ノイマイヤー自身は日本語を解さないが、若いころに俳句を様々な翻訳で読みふけった経験があり、この短い定型詩について、一つの句に多彩な解釈が可能であることに強い興味を覚えていた。彼が振付を手掛けるようになって2作目に作ったのは、ドビュッシーの音楽を使った『俳句』という作品だった。この作品は批評家から好意的に評価され、若手コリオグラファーとして名を知られるようになった。
東京バレエ団創立25周年記念公演のためにオリジナル作品を振り付ける際に、題材として彼が選んだのも俳句だった。ノイマイヤーは俳句とダンスの間に、実際の言葉や動きが示すものよりも、さらに多くのものを暗示するという共通点を見い出し、ダンスと言葉、そして音楽の3つの要素を融合させて「目で見る俳句」としてこの作品を構想した。
ノイマイヤーは当初、日本の作曲家の曲を使用しようと考えていたが、彼の心を打つような曲が見つからなかった。振付の準備中に、彼はアルヴォ・ペルト作曲のサラバンドを聞いた。彼は俳句という形式の持つ省略、単純、凝縮を表現する手段として、ペルトの音楽を理想的と感じている。ペルトのサラバンドには、バッハの旋律を引用した部分があった。ノイマイヤーはバッハ（1685年 - 1750年）と芭蕉（1644年 - 1694年）が同じ時代に生きていて、同じ月を見ていただけではなく、その名の響きの類似にも気づき、ペルトの曲とともにバッハの曲も使用することにした。さらにノイマイヤーが手にしたペルトのレコードには、芭蕉の句「鐘消えて花の香は撞く夕べ哉」が書かれていた。ノイマイヤーはこの句を、作品のエピローグとして使っている。
ノイマイヤーは振付の際、ダンサーたちに「俳句を説明するために振り付けるわけではない」と伝えた。彼は一つの物語の筋を追うことや、俳句の内容をダンスで具象的に説明するような手段は取らず、「秋に始まり、秋に終わる」廻りゆく季節を俳句の朗読とダンスによって表現することを試みている。それぞれの季節で「月」が見せる多様なイメージが作品を統一し、様々な物語を暗示している。彼はこの作品について、「俳句に添えられている俳画」のようなものと説明している。
完成した作品は、1989年7月21日に東京文化会館で初演された。初演時の主要キャストは「月」に木村和夫、「月を見る人」に斎藤友佳理と高岸直樹などである。作品は好評を持って迎えられ、同年の東京バレエ団第11次海外公演でも上演された。しばらく上演の機会に恵まれなかったが、2009年の東京バレエ団45周年記念公演で、18年ぶりに上演された。
2010年には、ノイマイヤーが芸術監督を務めるハンブルク・バレエ団のレパートリーに加えられた。この公演時に、初演キャストの木村、斎藤、高岸がハンブルク・バレエ団に客演している。

## 構成
幕が開くと青い照明の中、舞台上手に7組の男女、下手には男（月を見る人）が一人、舟上にて空にかかる月を見上げる光景が映し出される。別の男（「月」）が、舞台奥を横切っていく。そして「月に寄せる七つの俳句」と題名を朗読する声が響く。
この導入部に続いて、白い衣装を着た6人の男性ダンサーが叫び声を上げながら舞台に現れ、半数は舟を舞台から引き上げてゆき、残りの半数が踊る。続いて同様に赤い衣装を着た4人の女性ダンサーがやはり叫びながら登場する。引き続いて女性3人、男性3人のダンサーが現れ、グループになって踊り始める。中には「ボール」を使って戯れるように踊るグループもある。第1の句「赤い月是は誰がのぢゃ子供たち」（一茶）が朗読される。
ダンサーたちは時に「水面に映る夜空」となり、別の場面では「月を見る人」として踊り、第6の句「小言いふ相手もあらば今日の月」の景では、ロマンティック・バレエ『ジゼル』第2幕を想起させる表現を見せている。舞台の後方には大きな月が吊るされ、この月は紗幕によって雲で覆われるように隠されたりする。作品の節目節目に、以下の句が一つずつ朗読されてゆく。
- 人に似て月夜のかがしあはれなり（子規）
- 四五人に月落ちかかるをどり哉 (蕪村)
- 寒月や石塔の影松の影[11]（子規）
- 春もややけしきととのふ月と梅（芭蕉）
- 小言いふ相手もあらば今日の月（一茶）
- 我をつれて我影かへる月見かな[12]（素堂）

7景に及ぶダンスが終幕に近づくと、エピローグとして第8の句「鐘消えて花の香は撞く夕べ哉」（芭蕉）が朗読され、そして幕が下りる。